# Марко Царевоселско-Каменишки
Марко (на македонска литературна норма: Марко) е епископ на Македонската православна църква – Охридска архиепископия, царевоселско-каменишки епископ.

## Биография
Роден е в 1977 година в Щип, тогава в Социалистическа федеративна република Югославия, днес в Северна Македония със светското име Горан Кимев. Завършва основно образование в Щип, а след това семинарията в Скопие. Служи войник и се записва в Богословския факултет „Свети Климент Охридски“ на Скопския университет, като същевременно работи в администрацията на Велешката и повардарска митрополия.
На 22 юни 2002 година заедно с епископа си Йоан приема Нишкото споразумение и встъпва в единство със Сръбската православна църква. Прогонени са от полицията в Република Македония. На 20 юли 2002 година в манастира „Свети Георги“ край Неготино митрополит Йоан го подстригва в монашество и той приема името Марко. На 2 август 2002 г. в манастира „Свети Прохор Пчински” е ръкоположен за дякон от епископ Пахомий Врански и като дякон служи в параклиса „Възкресение Христово“ в Битоля. Успоредно учи гръцки в Гърция и завършва богословие в Солунския университет.
С решение на Светия Синод на СПЦ, заседавал от 10 май 2003 година, по предложение на митрополита велешки и повардарски и екзарх охридски Йоан, е избран за негов викарен епископ с титлата Дремвитски (Дремвицки). На 1 юни 2003 година в резиденциалния манастир на Охридската архиепископия „Свети Йоан Златоуст“ е ръкоположен за йеромонах. Властите забраняват влизането в страната на сръбския патриарх и епископи на СПЦ и затова ръкополагането му се извършва в манастира „Свети Прохор Пчински“. С решение на Светия Синод на СПЦ е поставен за наместник на Битолска епархия. На 16 юни 2006 година Светият синод на ПОА го избира за архиерей на Брегалнишка епархия. Поради пречки от властите не е интронизиран.
На 20 юни 2023 година ПОА се интегрира в МПЦ и епископ Марко получава титлата Царевоселско-Каменишки (Делчевско-каменички).